# Steak frites

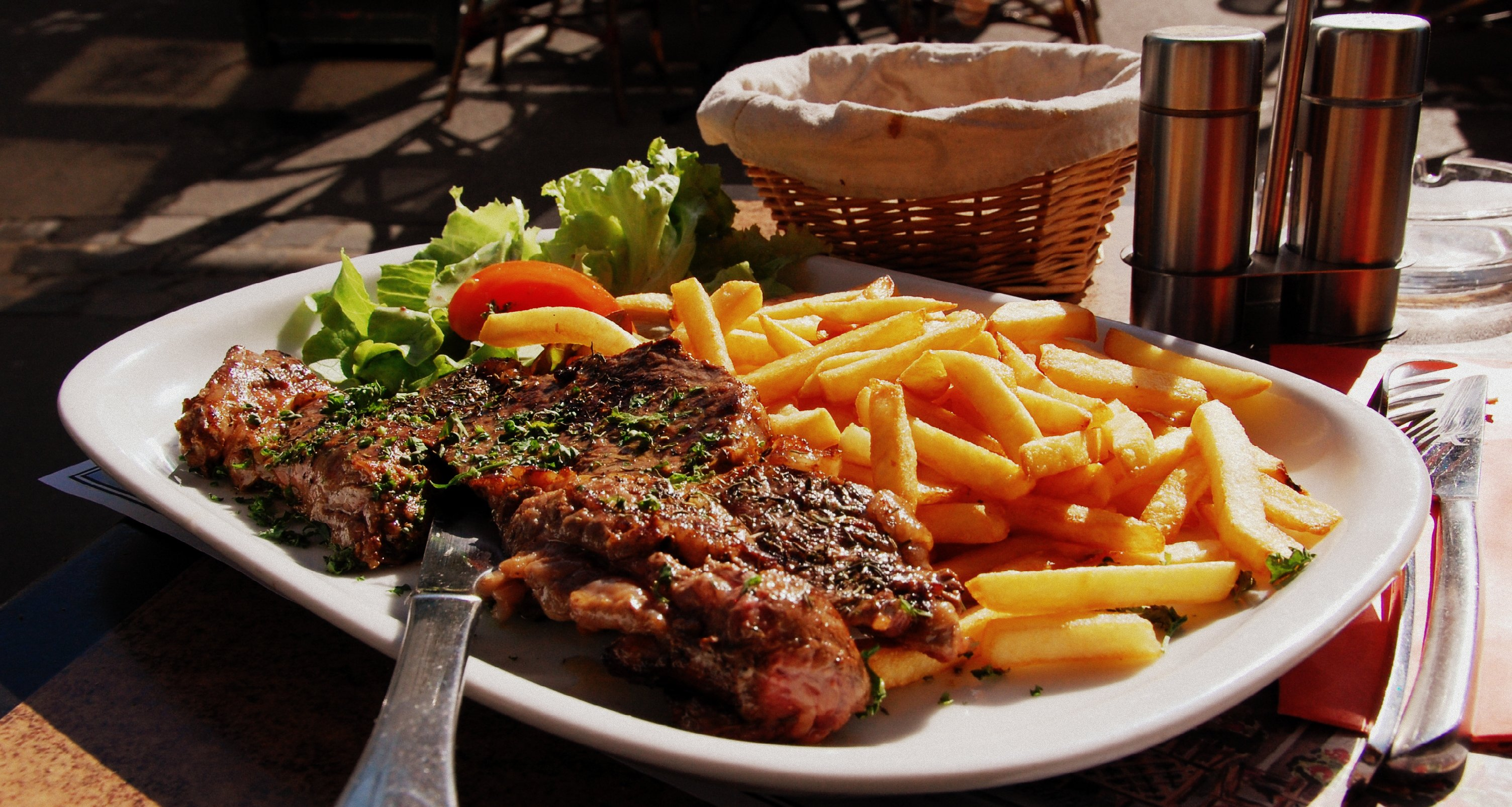
Un steak frites.

Le steak frites est un plat fréquemment servi en brasserie et dans les restaurants. C'est également un plat familial dans les contrées où les frites font partie des habitudes culinaires. 
Étant le plat principal, il peut être précédé d'une entrée, et suivi de fromages et/ou desserts. Le consommateur est amené à préciser la cuisson voulue pour la viande dans la gamme suivante : bleu, saignant, à point et bien cuit, c'est-à-dire de la cuisson la plus courte jusqu'à la plus longue. Les frites sont servies chaudes. Il est agrémenté ou non de salade et de sauces.
Plusieurs pièces de boucherie peuvent être utilisées pour élaborer un steak frites, dont notamment l'entrecôte.

## Aspects nutrionnels
|                | Frites | Entrecôte |
| -------------- | ------ | --------- |
| Énergie (kJ)   | 1 060  | 800       |
| Énergie (kcal) | 254    | 192       |
| Protéines      | 4,6    | 22        |
| Glucides       | 30     | traces    |
| Lipides        | 12     | 11,5      |
| Fibres         | 3,9    | 0         |
| Eau            | 47,2   | 62        |

Ces chiffres sont des données indicatives extraites de la table CIQUAL 2013,, éditée par l'ANSES. Sauf indication contraire, il s'agit de grammes pour 100 grammes de base.